# Ptychamalia botydata
Ptychamalia botydata är en fjärilsart som beskrevs av Walker 1861. Ptychamalia botydata ingår i släktet Ptychamalia och familjen mätare. Inga underarter finns listade.